# ورتانس سرنکه‌تسی
ورتانس سرنکه‌تسی (ارمنی: Վրթանես Սռնկեցի؛   - درگذشته ۱۵۷۰ حدود سده ۱۶ام میلادی) نویسنده، شاعر اهل ارمنستان بود.

## زندگی‌نامه
وی در حدود سده ۱۶ام به دنیا آمد .  وی در ۱۵۷۰ فئودوسیا درگذشت.

## یادداشت
1. ↑  Թեոդոսիա